# Horšovský Týn (zámek)
Horšovský Týn je hrad přestavěný na zámek v historickém centru stejnojmenného města v okrese Domažlice. Ze severní a západní části je obklopen rozsáhlým zámeckým parkem v přírodně krajinářském slohu. Na severní a východní straně jsou hradní příkopy. Hrad a zámek zčásti stojí na skalnatém ostrohu, pod hradem se nachází rozsáhlé historické sklepení vytesané ve skále. Památka je ve správě Národního památkového ústavu a je přístupná veřejnosti, je řazen k nejvíce zpřístupněným památkovým objektům v ČR. Je chráněn jako kulturní památka a v roce 1995 byl zapsán na seznam národních kulturních památek.

## Historie
Místo, na kterém zámek stojí, bylo osídleno již v pravěku. Archeologické nálezy pochází z mezolitu, eneolitu a pozdní doby halštatské. Opevnění z těchto nejstarších fází osídlení nebylo doloženo a pozůstatky nejstarší dřevěné hradby pochází až z mladší doby hradištní.

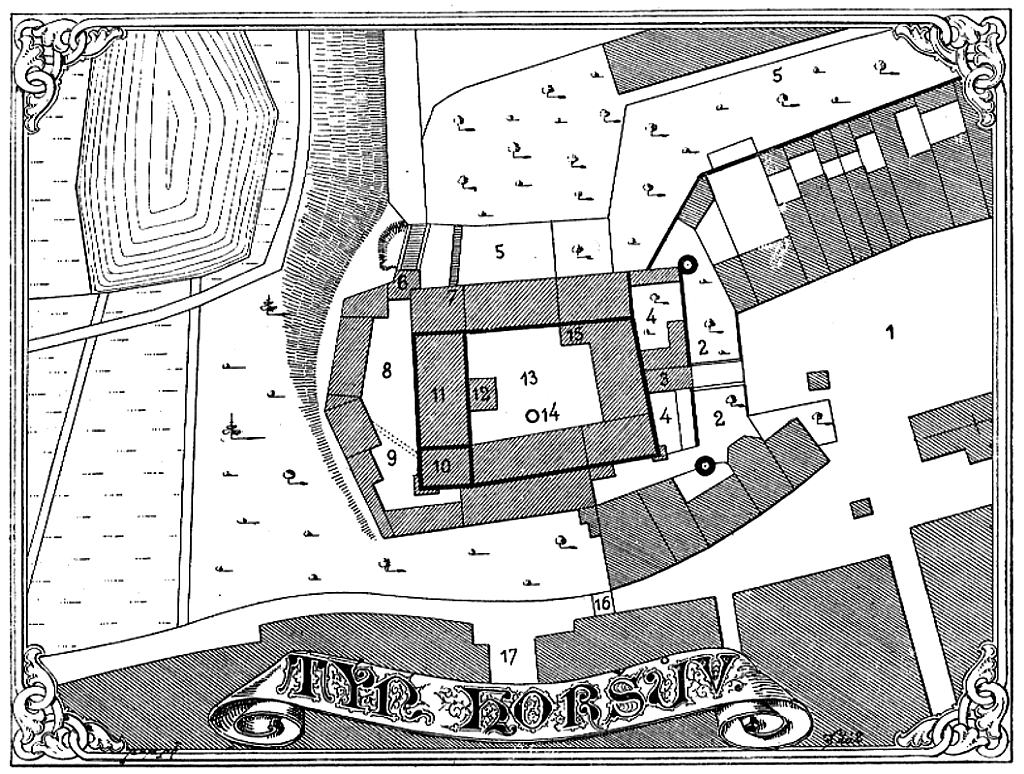
Půdorys hradu a přilehlé části města od Vojtěch Krále z Dobré Vody publikovaný roku 1893

Předchůdcem hradu byl dřevěný biskupský dvorec, který zanikl požárem a jehož zbytky byly nalezeny zejména během archeologického výzkumu v roce 2002. Hrad byl založen přibližně v polovině třináctého století a za jeho zakladatele je považován pražský biskup Jan III. z Dražic. První písemná zmínka o hradě pochází z osmdesátých let třináctého století, kdy biskup Tobiáš z Bechyně nechal založit přilehlé město. Pražské diecézi hrad zůstal až do husitských válek. Za arcibiskupa Arnošta z Pardubic na hradě proběhly určité stavební úpravy a další inicioval Jan z Jenštejna, který za úpravy Horšovského Týna a Starého Herštejna utratil 500 kop pražských grošů.
Biskupové na hradě pobývali jen příležitostně, a o chod hradu se starali purkrabí, z nichž nejstarším známým byl Zbyněk z Osvračína připomínaný roku 1331. Dalšími purkrabími byli roku 1400 uváděný Petr Libnovec, po něm Otík z Illburka a roku 1406 Petr z Kostelce. Purkrabí Zdeněk z Drštky hrad úspěšně hájil v letech 1422 a 1431, kdy byl obléhán husitským vojskem. Roku 1426 získal hrad s městem od císaře Zikmunda do zástavy. Novým purkrabím a zástavním majitelem se roku 1438 stal Zdeňkův strýc Zdeněk Kolvín z Ronšperka, který pokračoval v synovcově boji s proti Bavorsku. Zemřel okolo roku 1445 a jeho nezletilí synové o hrad přišli, když jej král Ladislav Pohrobek věnoval pražské kapitule.
V církevním majetku hrad zůstal jen krátce, protože jej král Jiří z Poděbrad zastavil za dva tisíce kop pražských grošů Dobrohostovi z Ronšperka. Ten se roku 1465 stal předním členem jednoty zelenohorské, ale Horšovský Týn mu zůstal, a Dobrohost dokonce zajistil jeho zástavní držení i pro svých pět synů a vnuka. Z nich si hrad napůl rozdělili Jiří a Volf z Ronšperka, přičemž po Jiřího smrti se jediným pánem hradu stal Volf. Oženil se s Kateřinou z Lobkovic a hrad jí a jejím dětem odkázal. Kateřinin bratr Jan mladší Popel z Lobkovic potom roku 1539 hrad koupil od Ferdinanda I. za 8482 kop pražských grošů do dědičného vlastnictví.
Lobkovicové získali s Horšovským Týnem panství, ke kterému patřilo 28 vesnic, dva dvory a pustý hrad Starý Herštejn. V roce 1547 došlo k velkému požáru, při kterém hrad i město vyhořely. Jan mladší Popel z Lobkovic proto pozůstatky hradu přestavěl v renesančním slohu. Po Janově smrti se panství ujala jeho třetí manželka Alžběta z Roggendorfu a roku 1574 jej předala synovi Kryštofu z Lobkovic. Když dospěl jeho bratr Vilém z Lobkovic, rozdělili se bratři o majetek, a Horšovský Týn připadl Vilémovi. Za něj byla dokončena renesanční přestavba, která probíhala ještě roku 1616. Vilém se jako jeden ze třiceti direktorů zúčastnil stavovského povstání, za což mu byl zkonfiskován majetek. Dne 30. března 1622 zabavená panství Horšovského Týna, Čečovic a Mířkova koupil hrabě Maxmilián z Trauttmansdorffu. Po jeho smrti v roce 1650 Horšovský Týn přešel na Adama Matyáše z Trauttmansdorffu, a když roku 1684 zemřel, majetek zdědil nejstarší syn Rudolf z Trauttmansdorffu. Po Rudolfově brzké smrti v roce 1689 panství spravoval za jeho nezletilé děti jejich strýc Zikmund z Trauttmansdorffu. Z dalších členů rodu se v držení zámku vystřídali Jan Josef, Ferdinand, jeho syn Jan Nepomuk, jeho syn Ferdinand (1803–1859) a Ferdinandův syn Karel (1845–1921)).
Trauttmansdorffové výrazně rozšířili panství a na zámku nechali provést řadu úprav, ke kterým patřila stavba bytu kastelána, zasklená arkádová chodba nebo úpravy pokojů v jižním křídle. Další přestavby začaly okolo roku 1880 podle plánů architekta Josefa Schulze. Jejich výsledkem byly kromě úprav v severním, východním a jižním křídle nové fasády se sgrafity a ornamentálními malbami. Rodině Trauttmansdorffů zámek patřil až do roku 1945.

## Stavební podoba

### Hrad

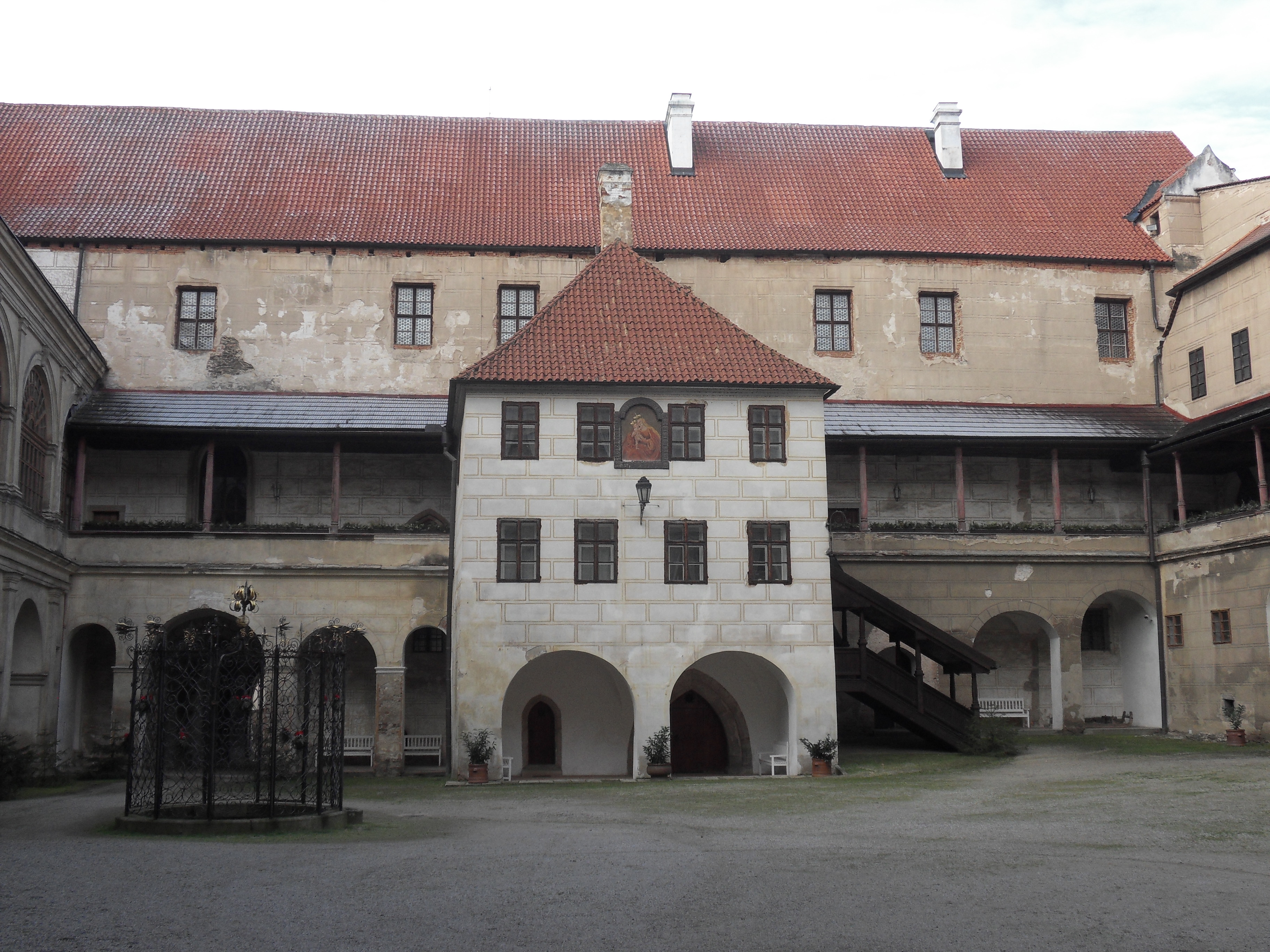
Nádvorní strana gotického paláce

Svou prestižní podobou hrad patřil mezi kastelové hrady středoevropského typu. Demonstroval možnosti stavebníka a byl srovnatelný se soudobými královskými hrady. Také řešení paláce se podobá palácům hradů krále Přemysla Otakara II.
První stavební fáze hradu využila prvky staršího dvorce. Byly jimi jednolodní románská kaple z první poloviny třináctého století, která stála v jihovýchodním nároží a valové opevnění. Pod jeho ochranou bylo postaveno západní křídlo s jihozápadní čtverhrannou věží, ke kterému byla později přistavěna další čtverhranná věž na severní straně. Podobné věže vznikly také nad presbytářem kaple a v severovýchodním nároží. Kamenné hradby vymezily areál hradu až ve třetí stavební fázi, přičemž starý val začal plnit funkci parkánu. Nárožní věže s výjimkou severovýchodní se v hmotě zámku dochovaly. Přístupová cesta vedla z prostoru náměstí. Prošla parkánem a obešla hradní jádro, do kterého se vstupovalo průjezdem se třemi portály v západním paláci. Další stavby stály podél východní strany jádra.
Přízemí jihozápadní věže fungovalo jako trezor, a vstupuje se do něj schodištěm v síle zdi z kaple Nejsvětější Trojice v prvním patře. V přízemí přilehlého paláce se kromě průjezdu nachází dvě místnosti klenuté křížovými klenbami, zatímco v přízemí severozápadní věže byla použita valená klenba. V prvním patře býval velký sál s krbem vytápěnou komnatou po severní straně. Na jižní straně sálu se nachází předsíň, ze které se vstupuje do kaple, která svým provedením patří k nejnáročnějším raně gotickým realizacím. Kaple Nejsvětější Trojice v prvním patře jihozápadní věže byla postavena v letech 1260–1270. Má trojboký závěr a šestidílnou žebrovou klenbu podepřenou štíhlými pilíři a přízedními konzolami. Uprostřed lodi byla použita hvězdová klenba, která se zřítila při požáru roku 1547.

### Zámek

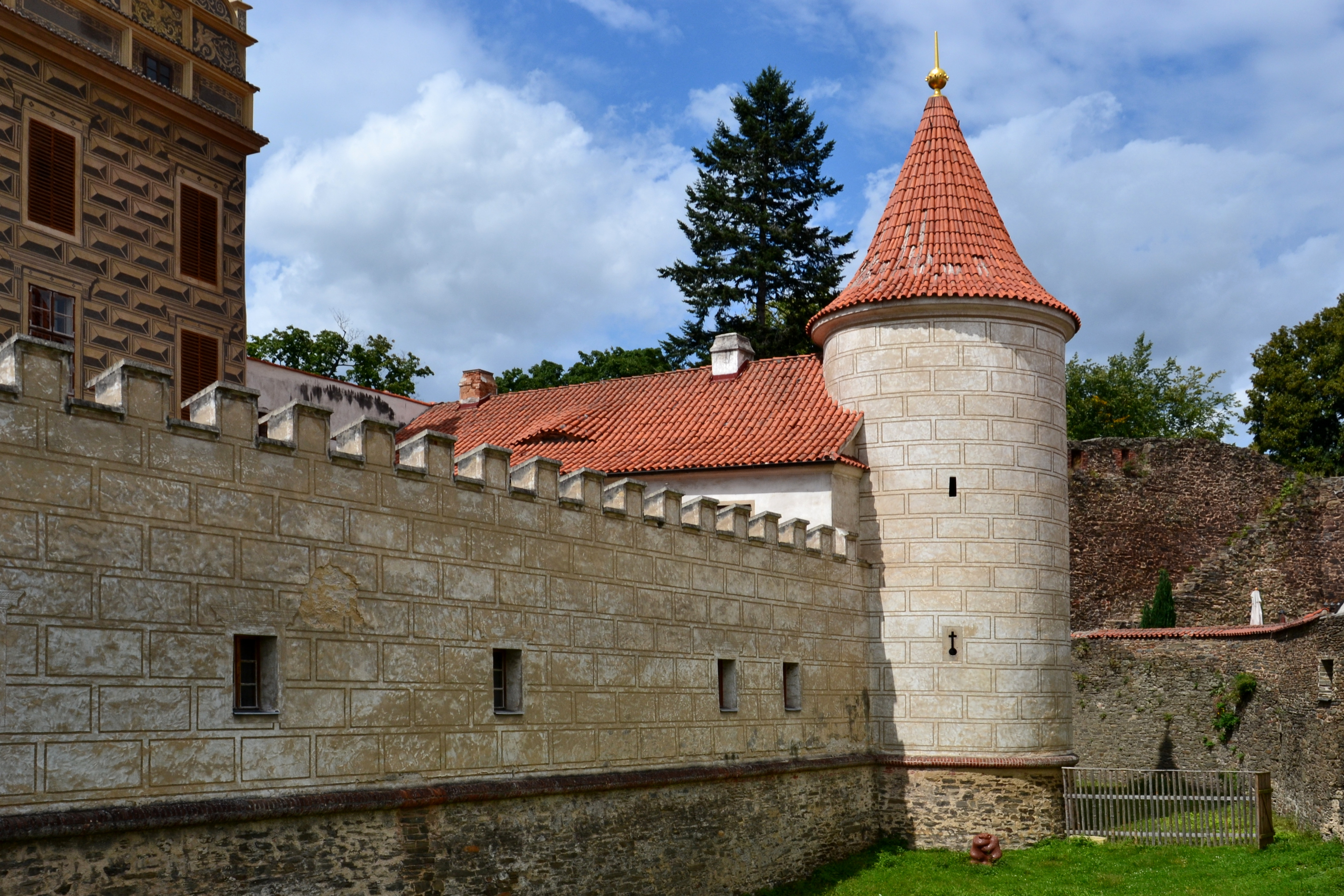
Severní bašta na vstupní straně

Po požáru bylo ve druhé polovině postaveno nové východní renesanční křídlo s průjezdem a opevněným předbraním propojeným s parkánovou zdí. Ze stejné doby pochází dvě okrouhlé bašty. Průčelí východního křídla je zdůrazněné členěnými štíty, které svou hmotou skrývají podkroví s komorami služebnictva a valbovou střechu. V prvním patře se ve velkém sále dochovaly zbytky nástěnných maleb ze šestnáctého století.
Další křídlo bylo postaveno podél severní strany nádvoří s prvním patrem vysazeným na složitém systému dřevěných krakorců. V jeho druhém patře se nacházela černá kuchyně a několik obytných místností zaklenutých valenými klenbami s lunetami. Podle fragmentů dochovaných maleb se soudí, že komnaty užívala Bohunka z Rožmberka, která byla druhou manželkou Jana Popela z Lobkovic. Kromě obytných prostor bylo upraveno také opevnění, které mělo s výjimkou východní strany podobu krytého střeleckého ochozu podepřeného slepými arkádami s dělostřeleckými střílnami.
Jižní křídlo bylo postaveno až za Viléma z Lobkovic. V jeho sklepě se nacházely koňské stáje, nad kterými byla jízdárna a ve druhém patře se nachází tři velké sály přístupné z arkádové chodby. V západní části zámeckého areálu vznikla budova purkrabství a v jejím sousedství také míčovna. Základem purkrabství se stala čtverhranná věž postavená ve čtrnáctém století na místě nějaké starší stavby.

## Prohlídkové okruhy
| Rok  | Počet návštěvníků |
| ---- | ----------------- |
| 2015 | 20 101            |
| 2016 | 20 687            |
| 2017 | 25 535            |

V komplexu hradu a zámku je provozováno pět prohlídkových tras: Hrad, Zámek, Mitsuku, Purkrabství a Kuchyně.

### Hrad
V prohlídkovém okruhu Hrad si mohou návštěvníci prohlédnout nejstarší části této památky: gotická sklepení, ložnici, pokoj komorníka, hodovní síň, pracovnu, velký sál, předkaplí, raně gotickou kapli a hradní zbrojnici.

### Zámek
Bydlení na zámku si návštěvník může prohlídnout v okruhu Zámek. Zpřístupněnými prostory jsou: jižní schodiště, velká renesanční hala, alkovna, červený salon, pánský salon, taneční sál, malá jídelna, malá renesanční hala, zelený salon, knihovna, rytířský sál, salon grafiky a východní schodiště. Trasa provází návštěvníka od 16. po 20. století.

### Purkrabství
Návštěvnický okruh Purkrabství je společnou expozicí státního zámku a Městského muzea v Horšovském Týně. Návštěvníky provází jízdárnou se sbírkou kočárů, ochozovou chodbou, selskou kuchyní a ložnicí, mandlovnou a prádelnou.

### Kuchyně
Prohlídkový okruh Kuchyně návštěvníky zavede do provozních prostor památky. Ukáže jim zaměstnaneckou jídelnu, kuchyni, sklad nádobí, chodbu se sbírkou porcelánu a sklad porcelánu a skla.

### Mitsuko
Prohlídkový okruh Mitsuko zavede návštěvníky na prohlídky stálé výstavy pozůstalostí hraběnky Mitsuko Coudenhove-Kalergi, která žila na přelomu 19. a 20. století.

## Galerie

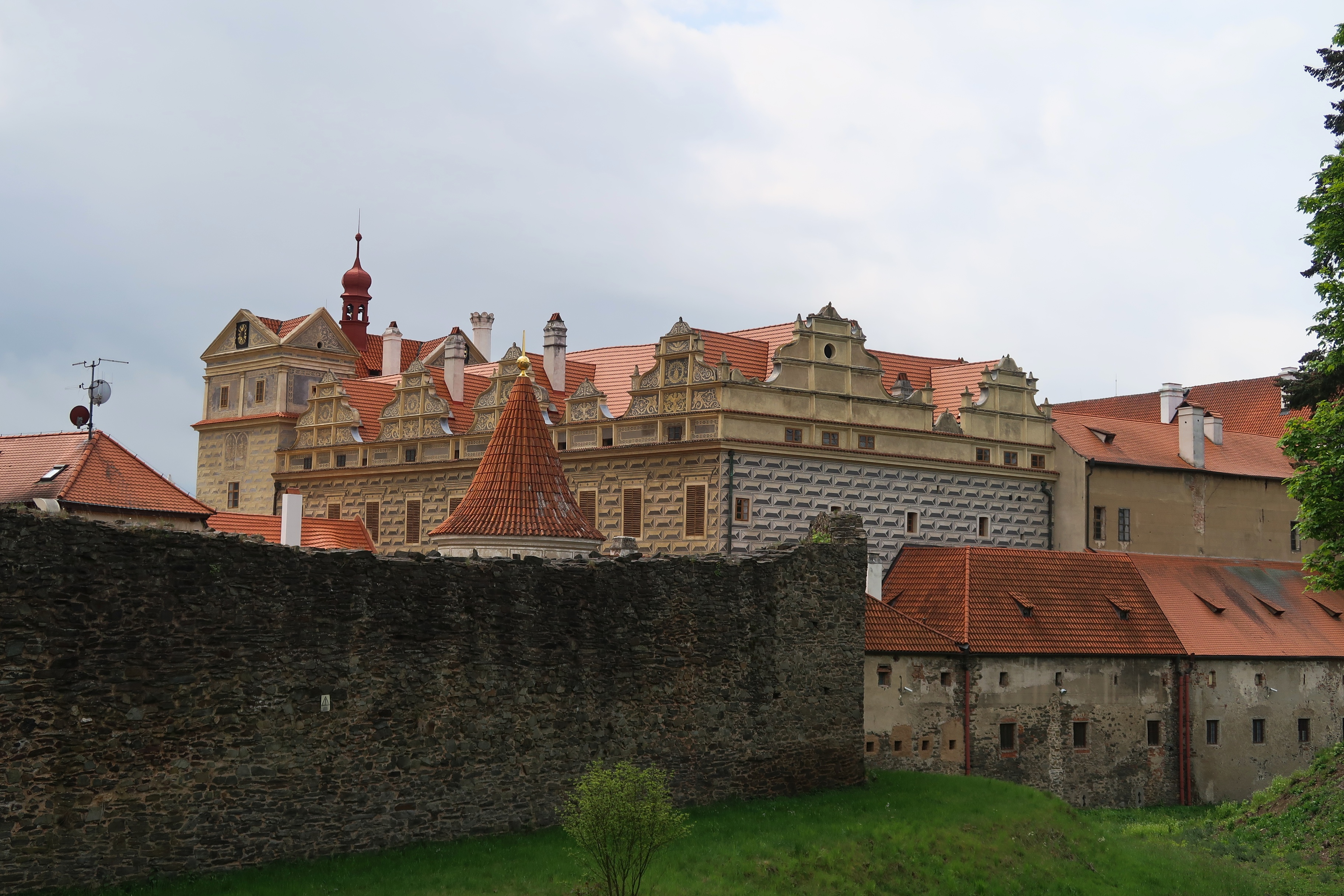
Pohled na zámek z parku
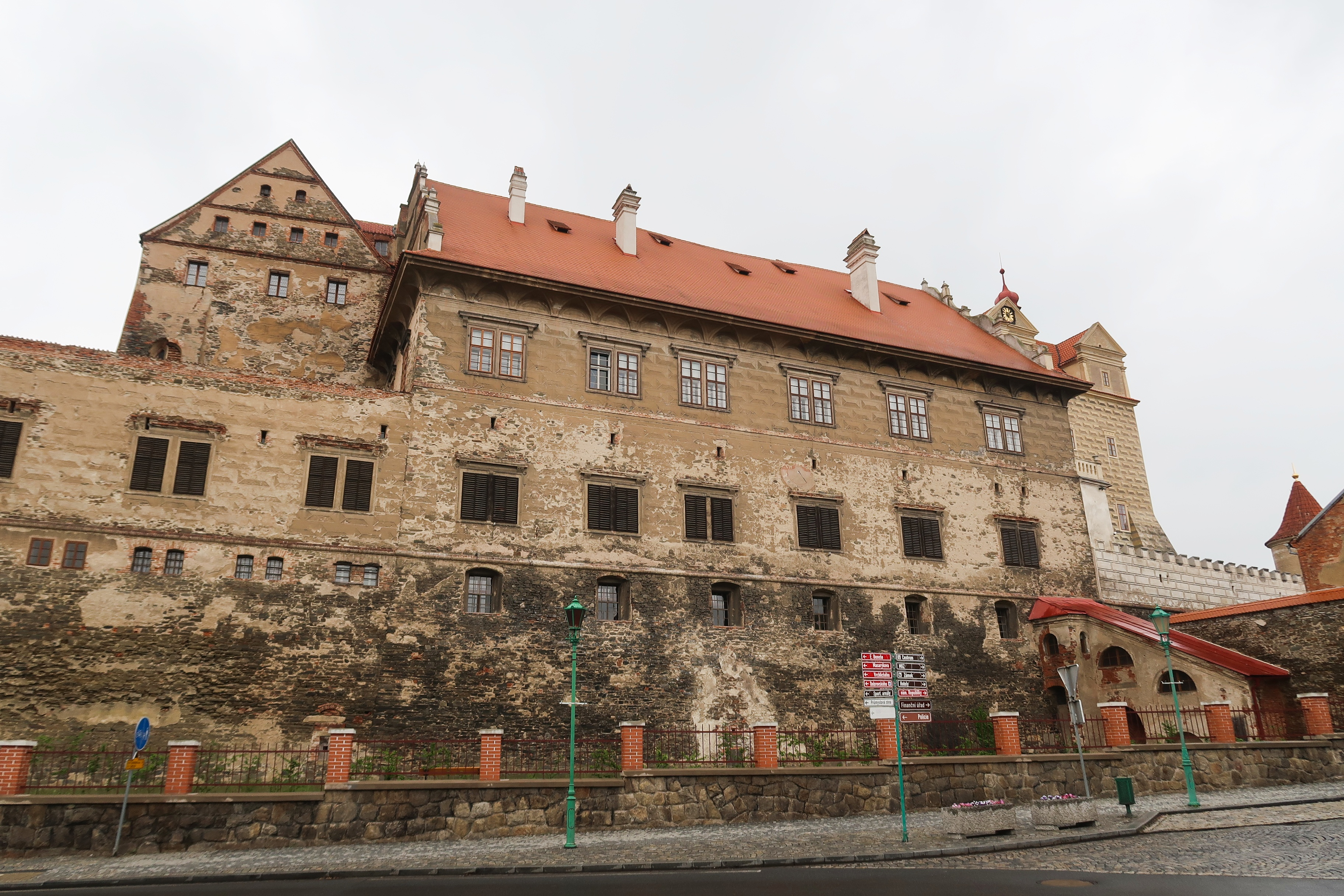
Jižní část zámku z Benešovy ulice
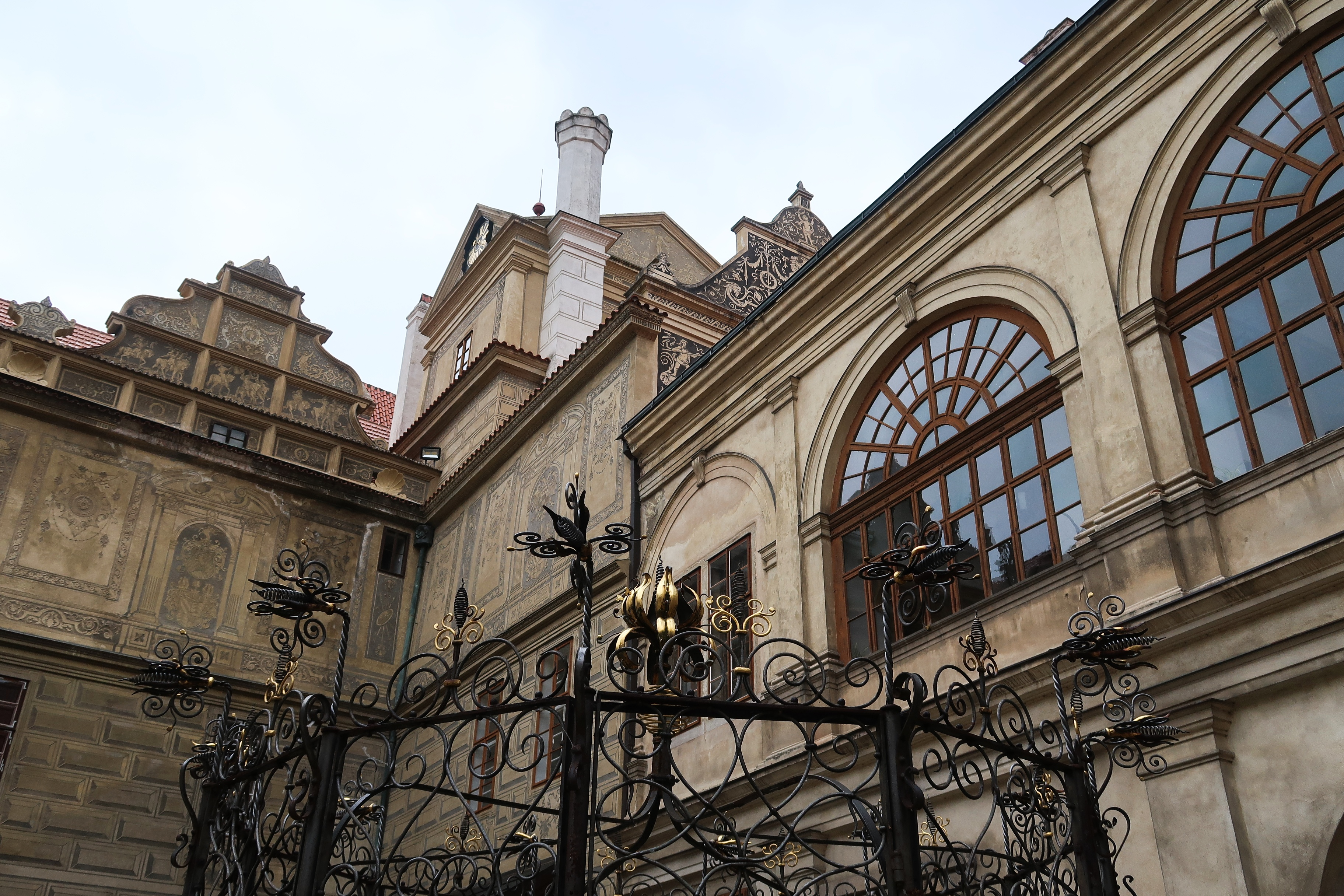
Nádvoří zámku
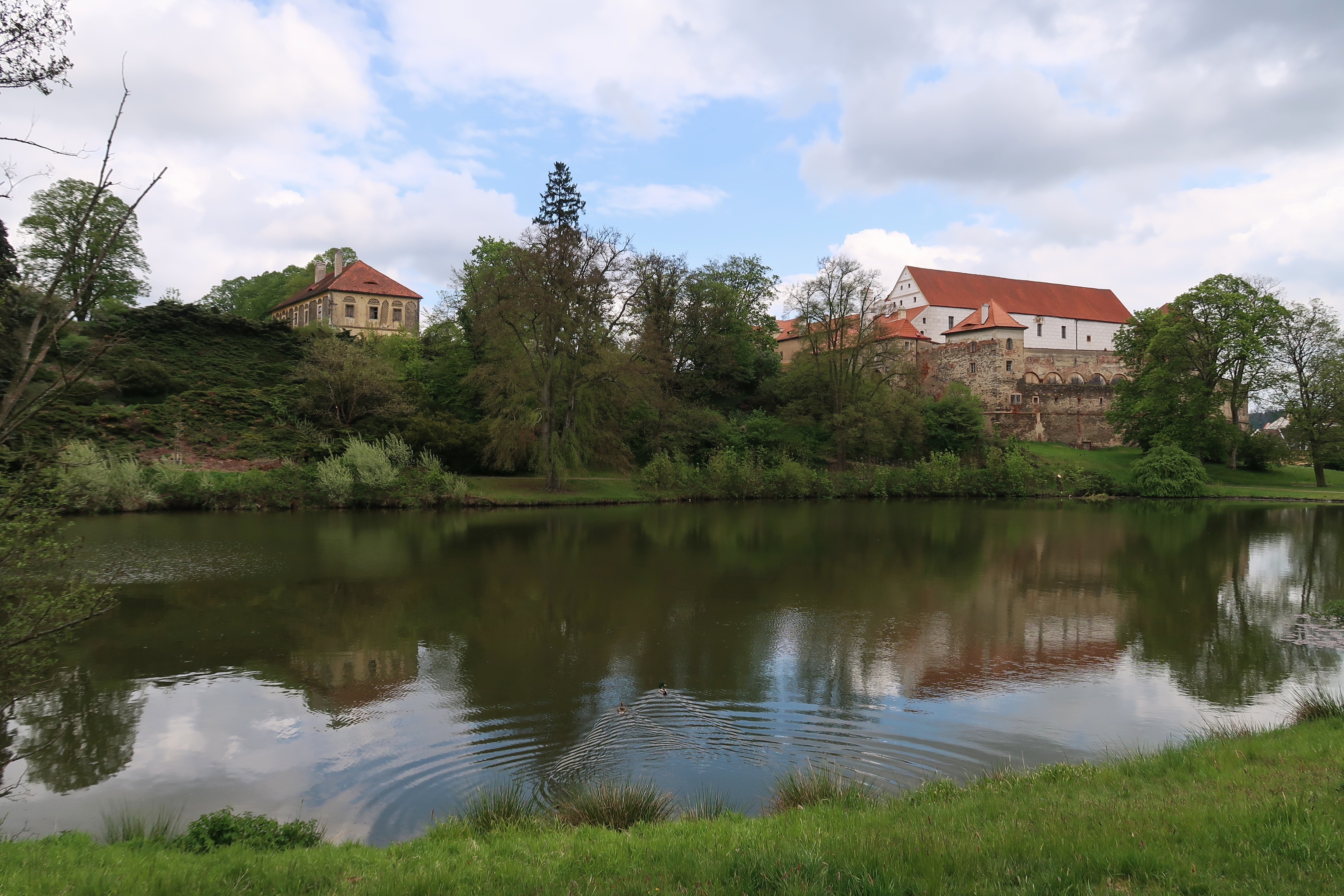
Areál zámku z parku přes rybník
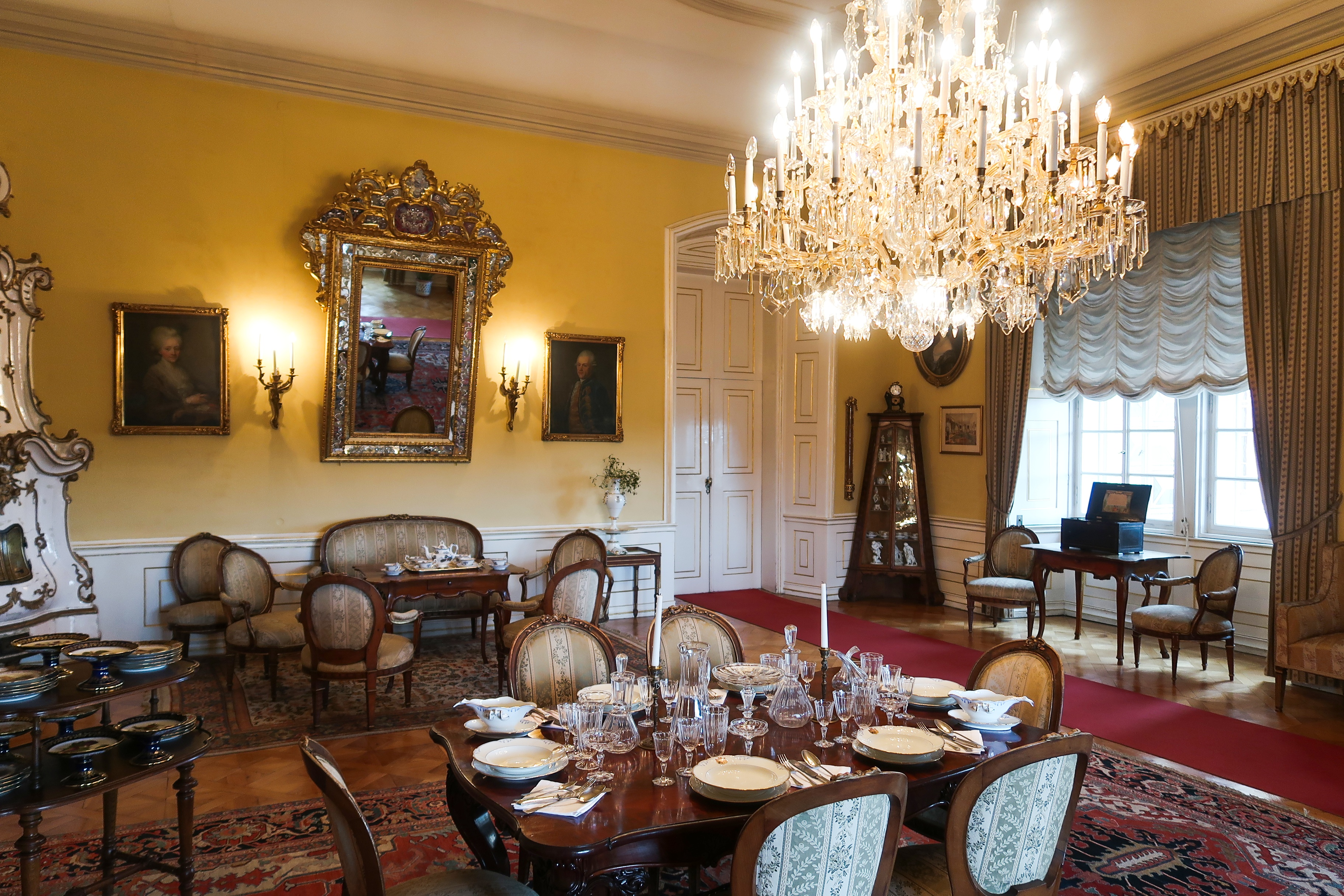
Malá jídelna
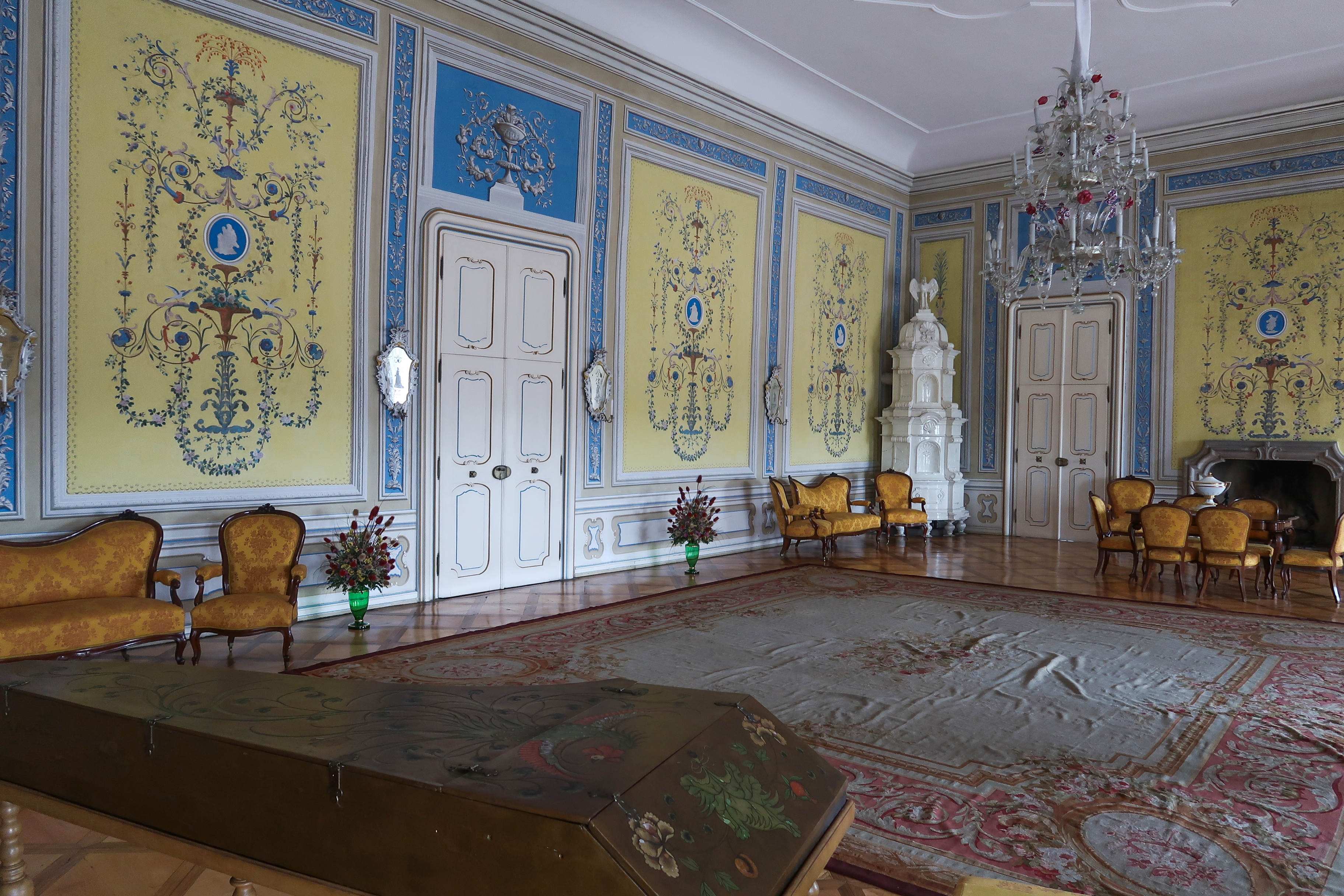
Taneční sál
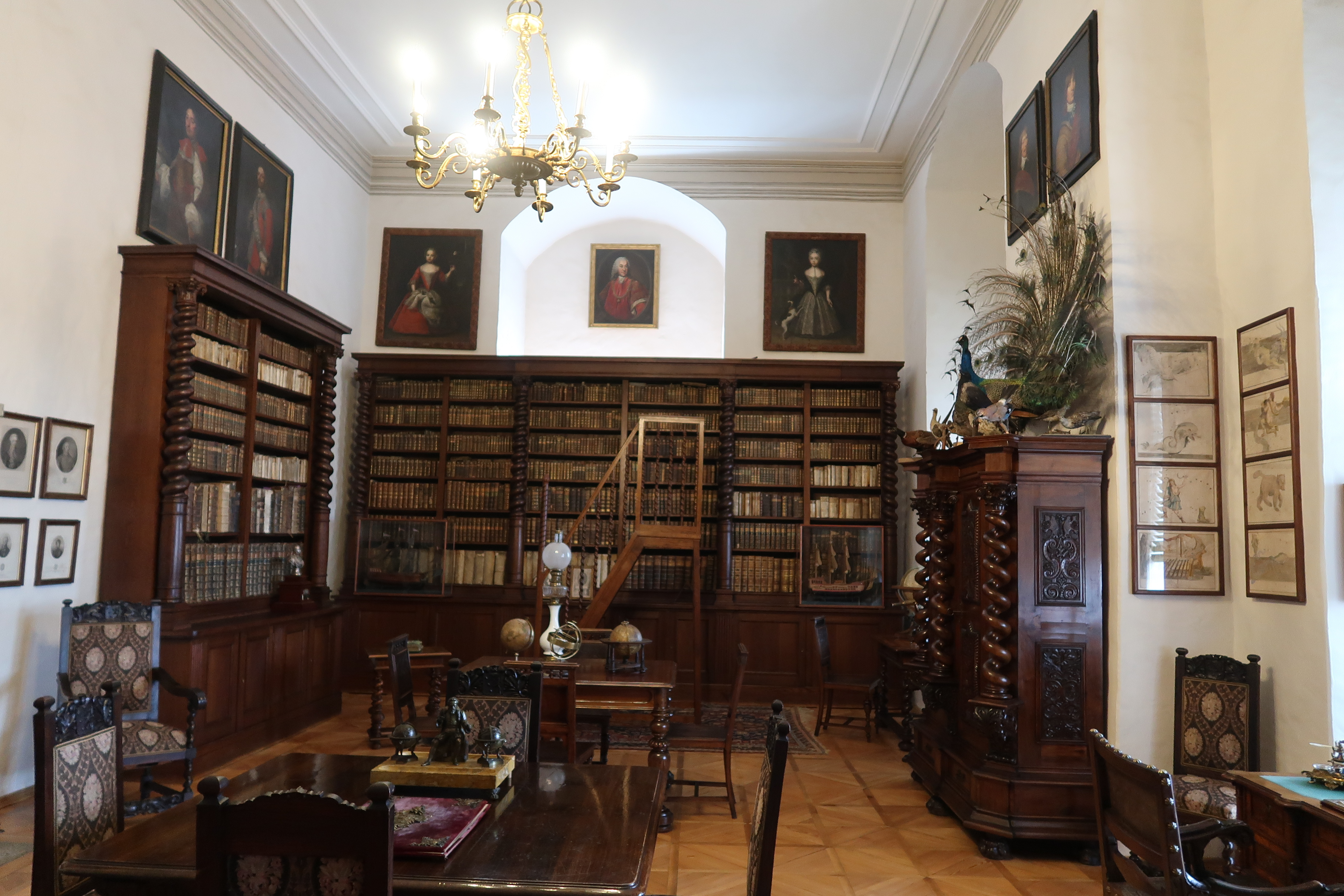
Knihovna
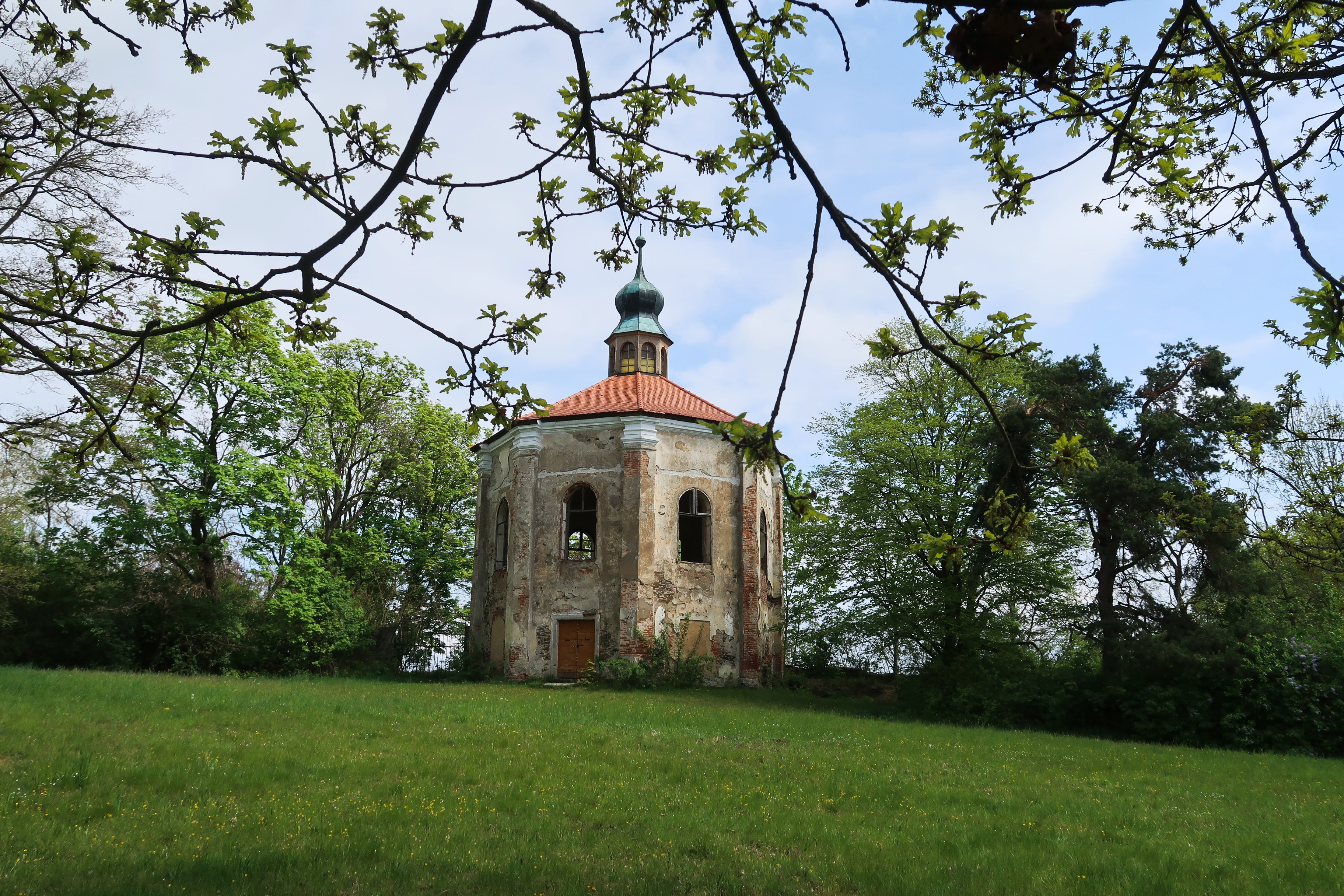
Loretánská kaple v zámeckém parku
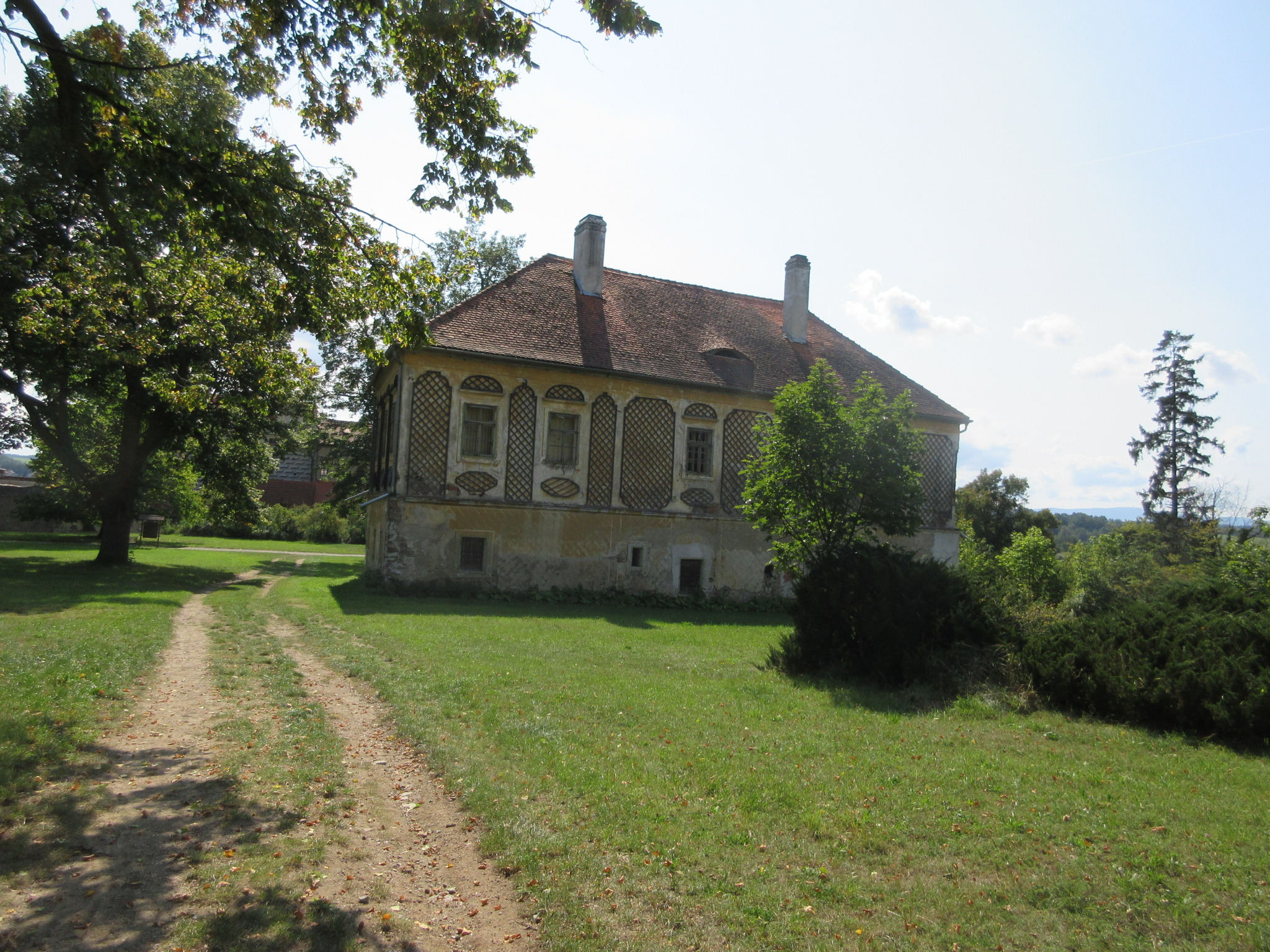
Vdovský dům v zámeckém parku
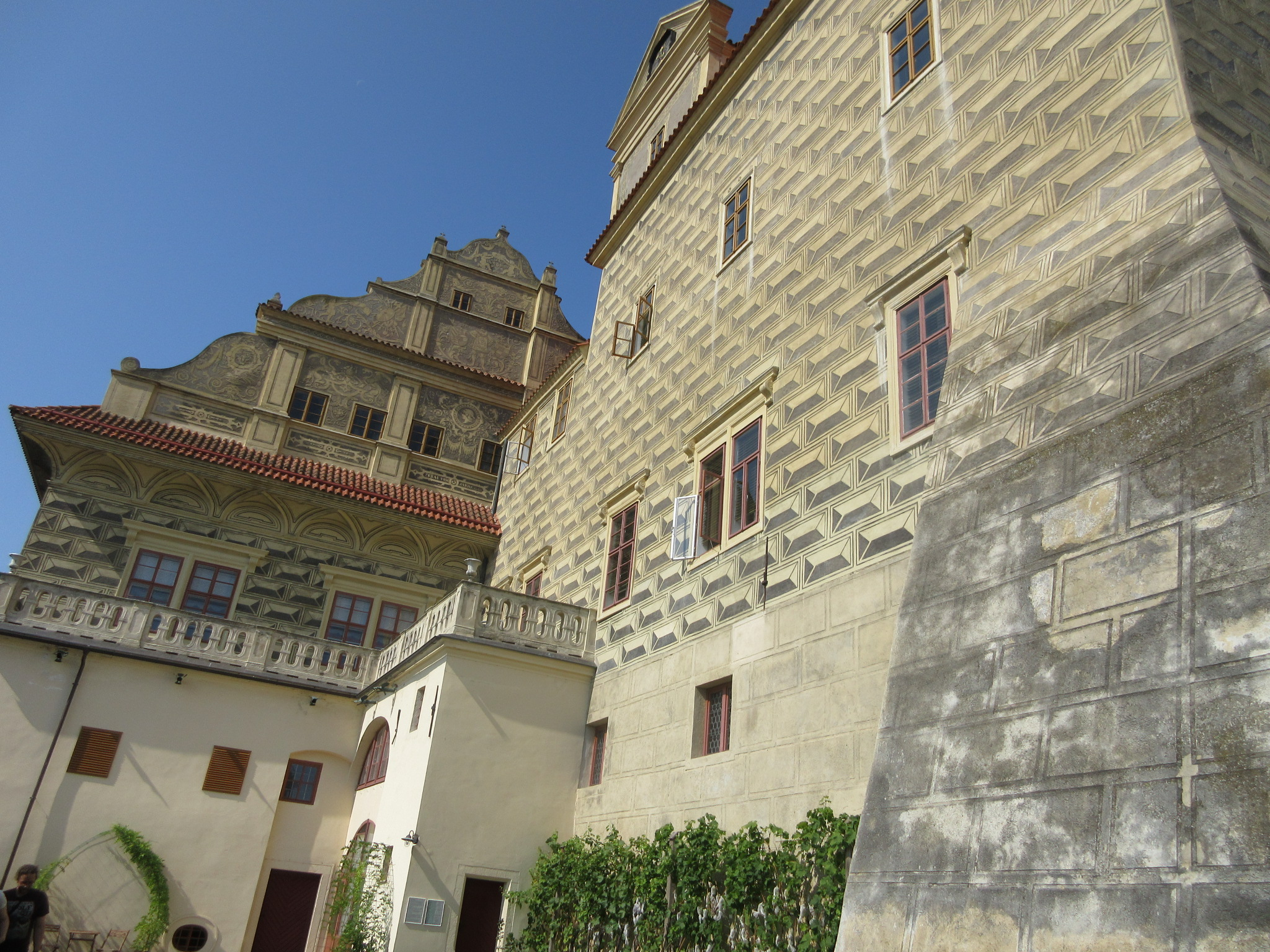
Jižní pohled na zámek
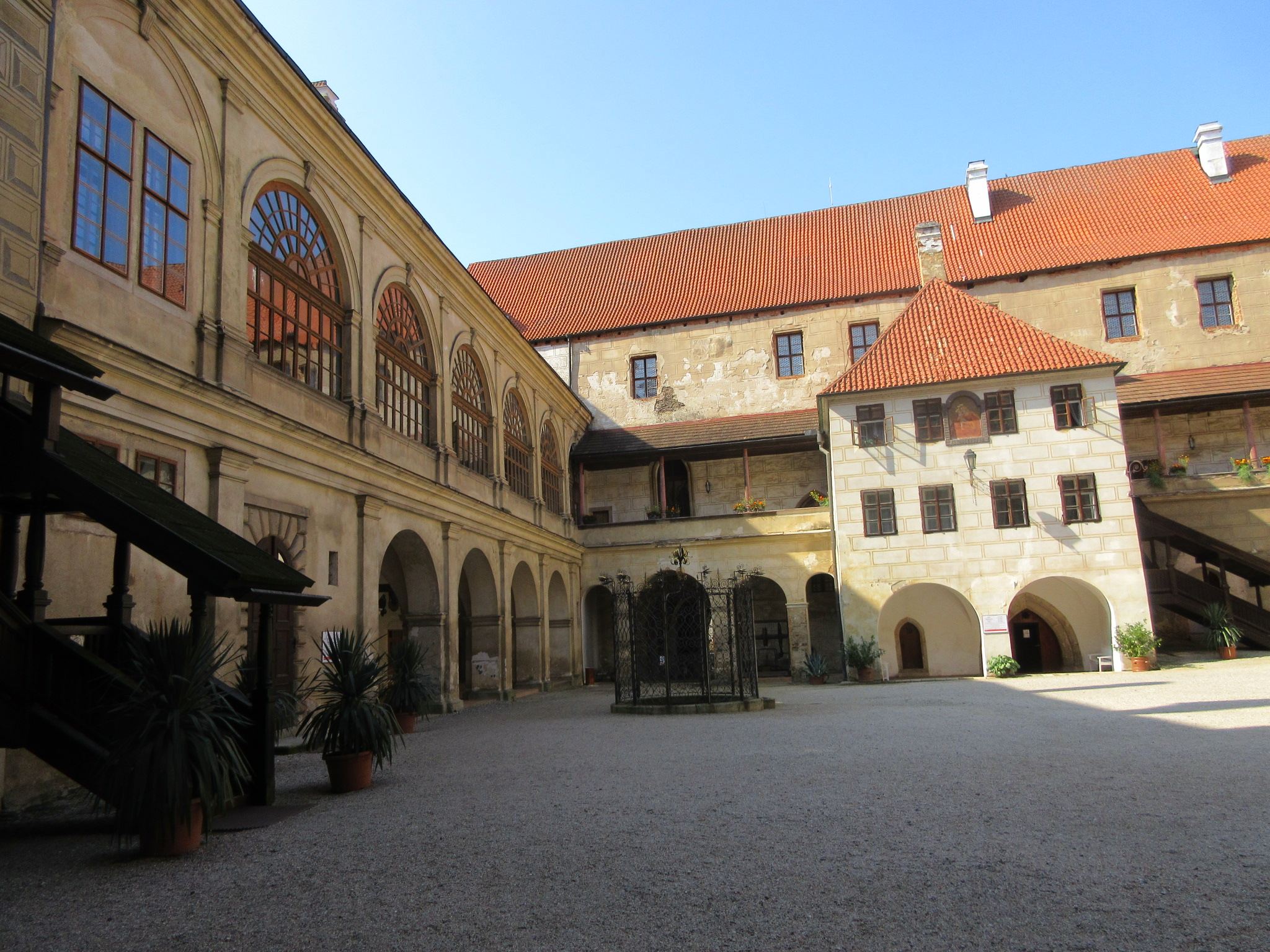
Nádvoří